# Dơi mũi nhẵn xám
Dơi mũi nhẵn xám (danh pháp hai phần: Kerivoula hardwickii) là một loài động vật có vú trong họ Dơi muỗi, bộ Dơi. Loài này được Horsfield mô tả năm 1824.